# Moorea

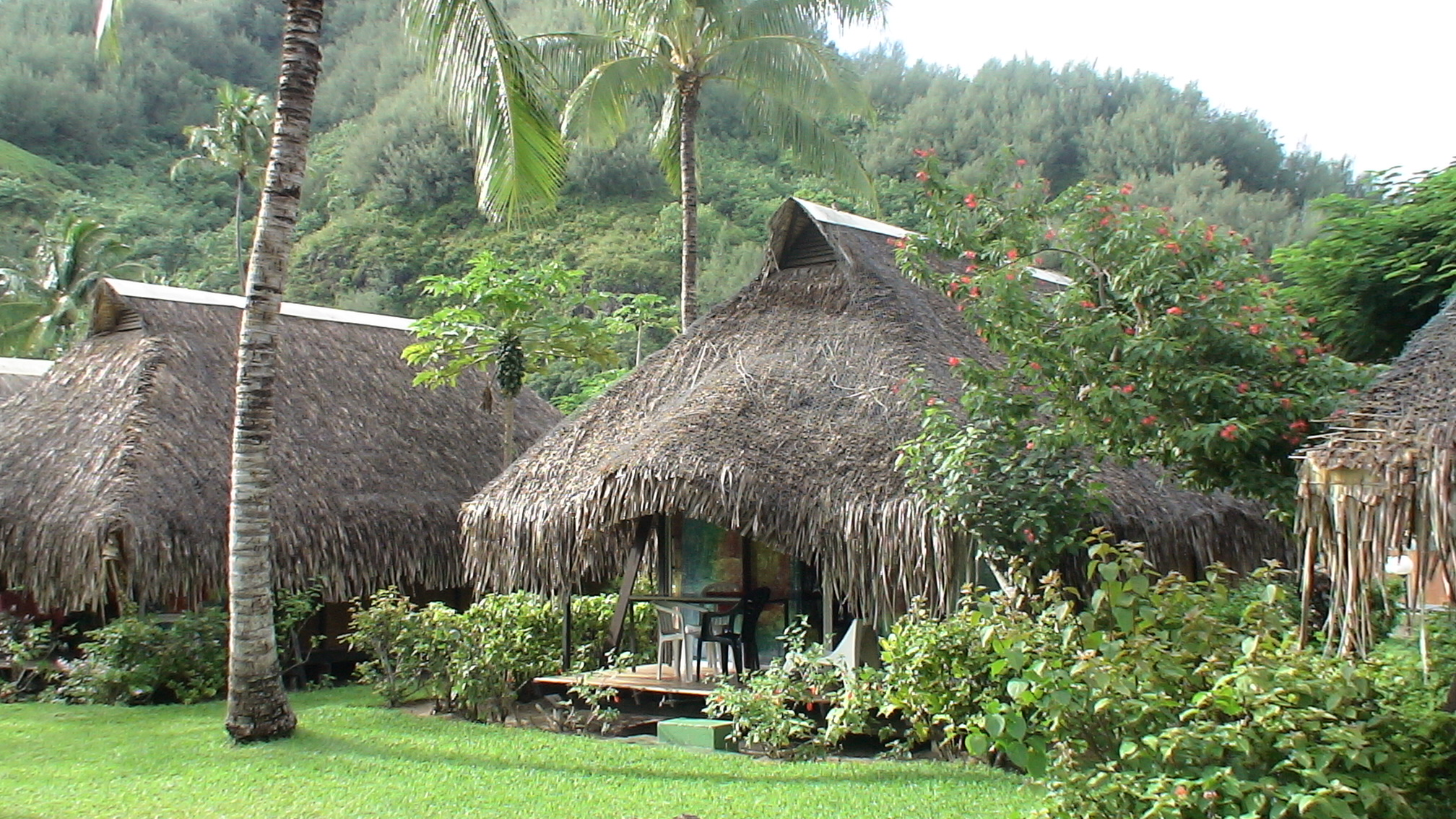
Bungalows del Hotel Hibiscus, Hauru Point, Moorea

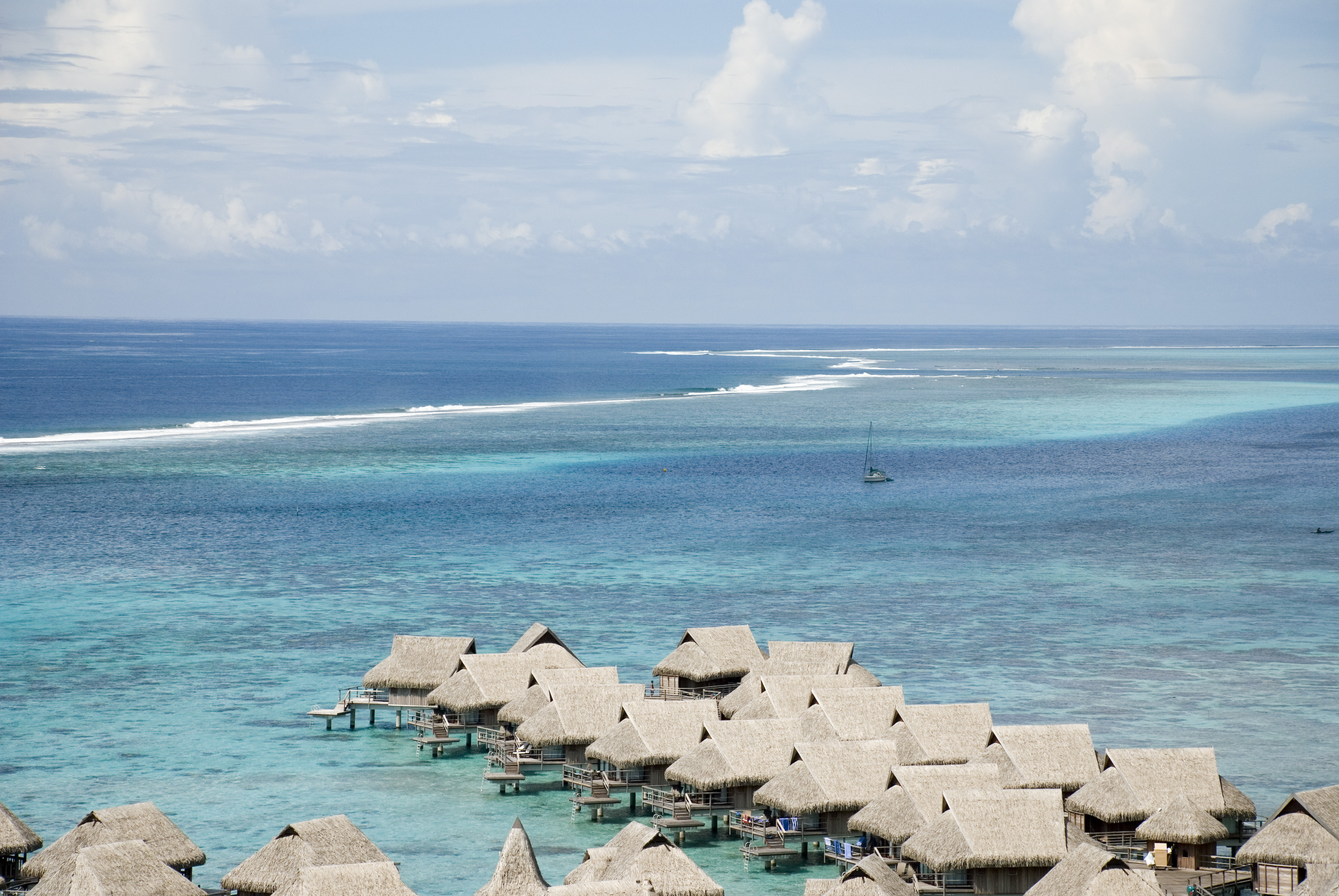
Teavaro, tipico centro di bungalows-palafitte per turisti di Moorea.

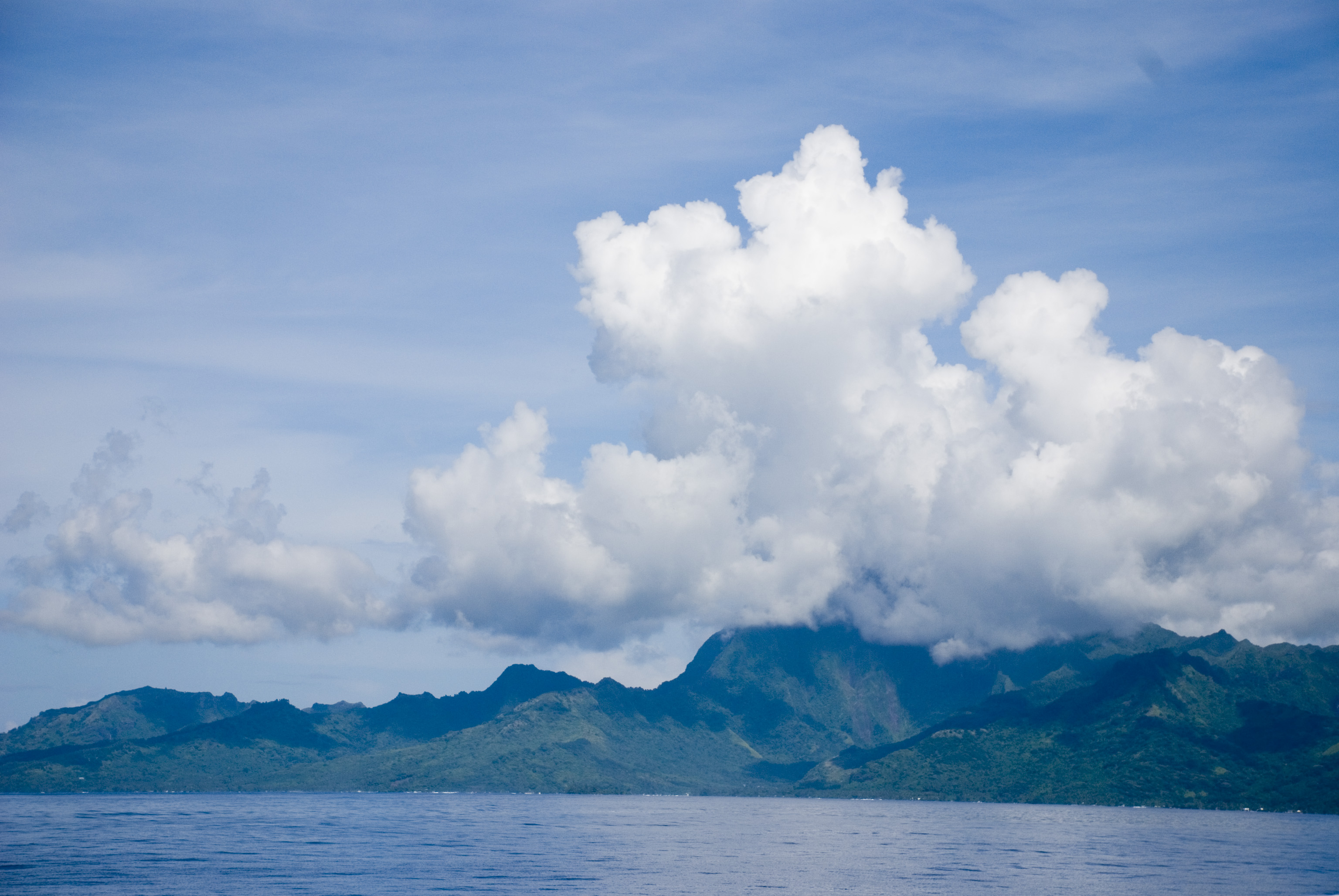
Moorea, vista da sud-est, vista dal traghetto provenendo da Papeete, sullo stretto che la separa da Tahiti.

Moorea (in lingua tahitiana: Mo’orea) è un'isola vulcanica nella Polinesia Francese, parte delle Isole della Società, circa 18 km a nord-ovest di Tahiti. L'isola si trova nella fascia tropicale a circa 17 gradi di latitudine sud. Moʻorea significa "ramarro giallo" in tahitiano. Un antico nome per l'isola è Aimeho, a volte scritto Aimeo oppure Eimeo, (elenco di varie pronunce mal comprese dai primi esploratori che non conoscevano affatto la lingua locale). I primi colonizzatori e viaggiatori occidentali si riferivano a Moorea chiamandola York Island.

## Trasporti
Ogni giorno alcuni traghetti viaggiano verso il molo Vaiare di Moorea, provenienti da Papeete, capitale di Tahiti.  L'aeroporto di Moorea, il "Temae" (MOZ), mantiene voli verso l'aeroporto internazionale di Papeete e verso altre Isole della Società.

## Politica
L'isola fa parte dal punto di vista amministrativo della municipalità francese di Moorea-Maiao, a sua volta all'interno della suddivisione amministrativa delle Isole del Vento. Il villaggio principale è Afareaitu.

## Turismo
Per via degli scenari affascinanti e l'accessibilità rispetto a Papeete, Moorea è una delle mete preferite dai turisti occidentali che si recano in Polinesia Francese. In modo particolare è meta di lune di miele, e viene spesso citata in riviste matrimoniali statunitensi.

## Descrizione
Dall'alto, la forma dell'isola ricorda vagamente una forchetta, con le due baie simmetriche che si aprono verso nord: la baia di Cook (anche nota come Paopao) e la baia di Opunohu. L'isola ha origini vulcaniche ed è nata tra 1,5 e 2,5 milioni di anni fa dal punto caldo nel mantello al di sotto della placca oceanica che ha originato tutte le Isole della Società. Si ipotizza che le due baie si siano formate da due fiumi estinti durante l'innalzamento delle acque oceaniche avvenuto nell'Olocene.

## Storia
Charles Darwin si ispirò alla sua teoria riguardante la formazione degli atolli di corallo quando osservava Moorea stando su una montagna di Tahiti. La descrive come una "foto in una cornice," riferito alla barriera corallina che circonda l'isola.
Don the Beachcomber visse a Moorea per qualche tempo fino a che la sua casa galleggiante venne distrutta da un ciclone tropicale.

## Centri di ricerca
L'Università di Berkeley (California) mantiene la Richard B. Gump South Pacific Research Station sulla costa occidentale della Baia di Cook.
Questo centro di ricerca è inoltre la base del Moorea Coral Reef Long Term Ecological Research Site (MCR LTER).
Questo progetto, finanziato dalla National Science Foundation (NSF) degli Stati Uniti, rappresenta una collaborazione tra l'Università di California Santa Cruz e la California State University di Northridge, con membri provenienti dalle Università di Davis, Santa Cruz, San Diego e delle Hawaii.
L'MCR LTER è parte della rete di centri di ricerca National Science Foundation's Long Term Ecological Research (LTER) Network degli Stati Uniti. Il programma LTER è stato avviato dalla NSF nel 1980 per dare supporto a progetti a lungo termine riguardanti fenomeni ecologici. Nel settembre 2004, il centro di Moorea è diventato il ventiseiesimo della suddetta rete.